# Eromenos

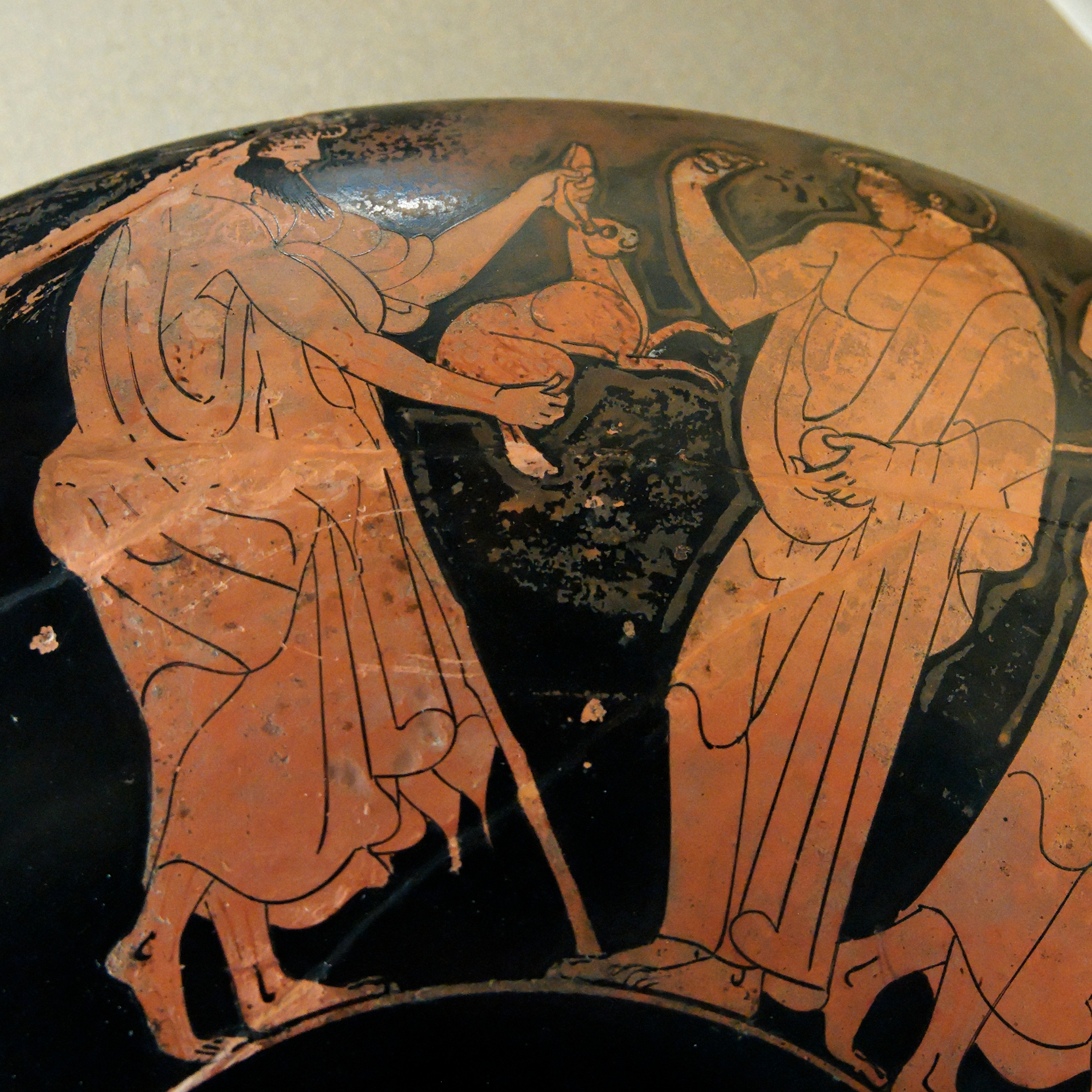
Ein Erastes umwirbt einen Eromenos und schenkt ihm einen Hasen.

Als Eromenos (altgriechisch ἐρώμενος, Plural ἐρώμενοι eromenoi, deutsch ‚Geliebter‘) bezeichnete man im antiken Griechenland (insbesondere in Athen) den jugendlichen Partner in einer päderastischen Beziehung. Der erwachsene Partner wurde als Erastes (ἐραστής ‚Liebender‘) bezeichnet.

## Knabenliebe
Das Alter, in dem Knaben umworben wurden, erstreckte sich vom Beginn der Pubertät bis zum Erwachsenwerden, also etwa vom 12. bis zum 18. Lebensjahr. Zeigte der Eromenos die äußeren Anzeichen eines erwachsenen Mannes, endete in der Regel der sexuell motivierte Teil der Beziehung zu einem Erastes. Zu diesen Anzeichen zählte noch nicht der erste Flaum; ein stacheliger Bartwuchs und deutliche Körperbehaarung an Beinen und Gesäß galten jedoch als Kennzeichen des Erwachsenseins. Innerhalb der Beziehung galt es als unschicklich, wenn die sexuelle Begierde, die mehr oder minder ausgeprägt jeder Erastes zeigte, obgleich eine Beziehung nicht unbedingt von praktizierter Homosexualität geprägt gewesen sein muss, auch vom Eromenos an den Tag gelegt wurde. Dieser hatte vielmehr die Rolle des Duldenden, der bewundernd und mit Hochschätzung zu seinem Erastes aufblickte. Um mögliche Schande von sich abzuwenden, sollte sich der Eromenos freiwillig auf den Akt einlassen, diesen aber rein passiv erleben: „Denn der Knabe teilt – anders als die Frau – mit dem Mann nicht die Wonnen des Liebesgenusses, sondern sieht nüchternen Sinnes einen von Liebe Berauschten.“
Der Schenkelverkehr war die weit verbreite Methode, den sexuellen Akt zu verwirklichen. Analverkehr war hingegen dem Bereich der Prostitution vorbehalten, unter Männern verpönt und Anlass für Spott (z. B. in der attischen Komödie). Mit Frauen und Sklaven war er hingegen erlaubt und nicht anrüchig. Der Grund für die gesellschaftliche Ächtung des Analverkehrs in der Eromenos-Erastes-Beziehung ist darin zu sehen, dass in Athen eine Beziehung zwischen Erastes und Eromenos nur zwischen freien Bürgern zustande kommen konnte, der Eromenos folglich ein zukünftiger freier Bürger seiner Polis und in der Regel auch Standesgenosse seines Erastes war, zumal derlei Beziehungen überhaupt nur innerhalb der Oberschicht gepflegt wurden. Analverkehr wurde hingegen als Akt der Unterwerfung aufgefasst, der den Penetrierten auf die soziale Stufe der Frau stellte. Dies war für ein zukünftiges Mitglied der Gesellschaft, von dem man die Übernahme von Aufgaben im Dienste des Gemeinwesens erwartete, wegen des damit einhergehenden Verlustes an sozialem Prestige nicht vorstellbar und nicht gewünscht.
Da ein Eromenos selbst bereits Erastes für einen noch jüngeren sein konnte, gab es eine deutlich größere Anzahl an potentiellen Erastai als an begehrten Knaben. Die Werbung um den Eromenos war Voraussetzung für das Zustandekommen eines Verhältnisses. Der Wert von im Rahmen des Werbens gemachten Geschenken hatte hierbei weniger Bedeutung als sozialer Rang, Tugendhaftigkeit und Bildung des Bewerbers, denn der Eromenos sollte aus dieser Beziehung seinen Nutzen ziehen können: Bildung, Kontakte, Ämter. Ein Bewerber musste daher auch immer die Familie des Begehrten überzeugen. War dies nicht der Fall, konnte der Eromenos die Annahme der Geschenke und damit das Verhältnis verweigern. Wollte ein Vater von vornherein eine Annäherung verhindern, ließ er den Sohn nur noch von Sklaven begleitet das Haus verlassen. Kam es jedoch zu einem Eromenos-Erastes-Verhältnis, so hielt es idealerweise ein Leben lang. Dieses Ideal wurde hingegen selten erreicht und wechselnde Beziehungen waren häufig. Gleichwohl konnte sich das Verhältnis zu einer echten Freundschaft unter Gleichgestellten, zu einem Hetairos-Verhältnis, wandeln.